# ARA Patagonia (B-1)
El buque logístico ARA Patagonia (B-1) (LGPA) es un buque de aprovisionamiento incorporado por la Armada Argentina el 9 de julio de 2000, originalmente construido como Durance (A629) para la Marine nationale, como cabeza de serie de los buques de aprovisionamiento de la clase Durance. Fue puesto en gradas en 1973, botado en 1975 y asignado en 1977.
El buque logístico brinda a la FLOMAR las capacidades de abastecimiento en el mar (RAS) y descarga vertical de cargas (VERTREP) con los helicópteros navales de la Armada. Su capacidad de combustible es 9 600 000 litros.

## Historia
Fue construido por el Arsenal de Brest; fue puesto en gradas en 1973, botado en 1975 (6 de septiembre) y asignado en 1977 como Pétrolier revitailleur d´escadre (BRE). Fue de baja en 1997 (5 de diciembre) con 559 939 mn recorridos; y en 1999 fue vendido a Argentina como ARA Patagonia. El 12 de julio se izó el pabellón
El 12 de julio de 1999 flameó en su mástil por primera vez la bandera nacional argentina. Luego de 47 días de navegación arribó a la boya 11 de la Ría de Bahía Blanca, entrando, finalmente, el 29 de agosto de ese año a su nuevo apostadero, la Base Naval Puerto Belgrano. Inmediatamente pasó a dique seco en el Arsenal Naval Puerto Belgrano para realizar las tareas de reacondicionamiento general del casco y el recorrido de los motores diésel, generadores y equipos electro-hidráulicos. Navegó, operativamente, por primera vez el 13 de junio de 2000.

## Servicio operativo

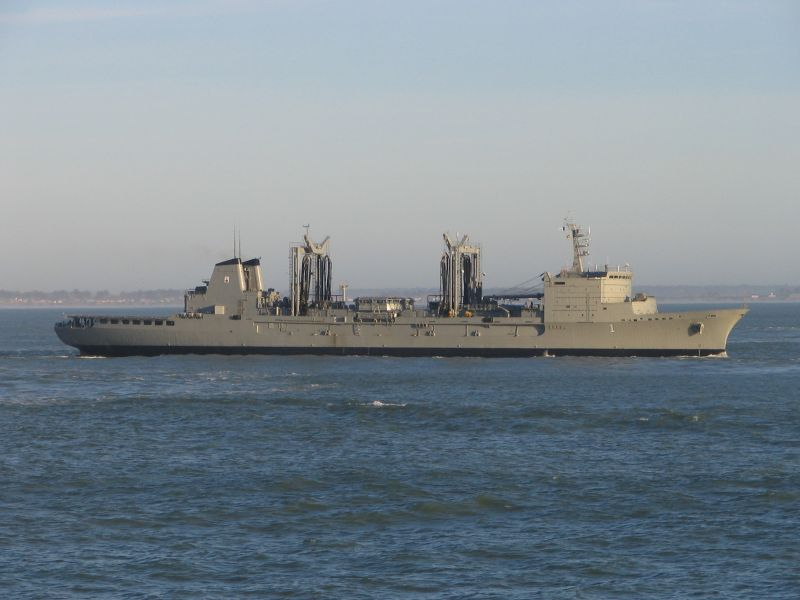
El Patagonia en marcha cerca de Mar del Plata

Está asignado al Comando Naval Anfibio y Logístico (COAL) y su apostadero en encuentra en la Base Naval Puerto Belgrano, Punta Alta, provincia de Buenos Aires.
El empleo del ARA Patagonia (B-1) en la Armada Argentina se asocia a dos típicas técnicas logísticas: RAS y VERTEP, para las que fue específicamente desarrollado. RAS (Replenishment at Sea) es la maniobra de transferencia de combustibles o líquidos desde una nave a otra mientras se encuentran navegando. El diseño de la clase Durance incluyó la construcción de una plataforma para la operación de helicópteros, en trabajos VERTREP (VERTical REPlenishment) que consiste en la carga transportadas por la eslinga de helicópteros. 
Desde su incorporación al Comando Naval Anfibio y Logístico, el LPGA participa en las ejercitaciones con el resto de los buques de la Flota de Mar, la División de Patrullado Marítimo, la Fuerza de Submarinos y aviones y helicópteros de la Aviación Naval. También ha tomado parte en numerosas operaciones navales con unidades de otros países.

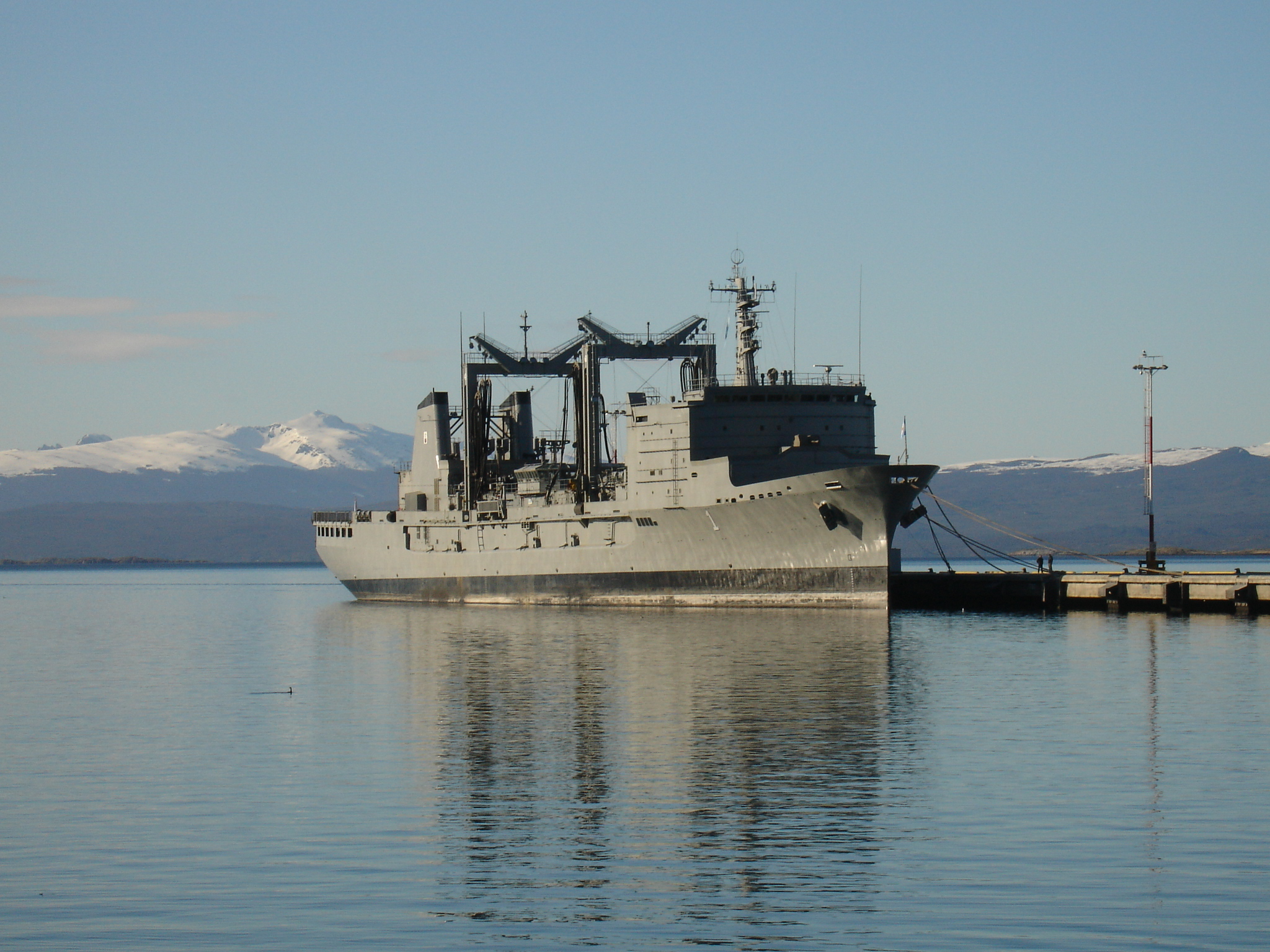
ARA Patagonia en Ushuaia, Tierra del Fuego, Argentina

Ha Participado en las campañas antárticas de verano, reabasteciendo en la base naval de Ushuaia, a los buques de la armada argentina que forman parte de ella, fundamentalmente el rompehielos ARA Almirante Irízar y al buque oceanográfico ARA Puerto Deseado.
A bordo del Patagonia celebraron en 2005 unos 30 congresistas argentinos y chilenos el 20.º aniversario del Tratado de Paz y Amistad entre ambos países.
En septiembre de 2006 participó, junto con el destructor ARA La Argentina y la corbeta ARA Espora, del ejercicio combinado Integración con la Armada de Chile en aguas del océano Pacífico.
Entre sus despliegues, la unidad integró las ediciones 2000, 2003, 2007 y 2008 del ejercicio combinado UNITAS, así como las ediciones 2006 y 2008 del Fraterno.

### Década de 2010
La unidad continúa su participación en ejercicios conjuntos y combinados.
Brindó apoyo a los buques escuela que participaron de la Regata Bicentenario Velas Sudamérica 2010 durante un largo trayecto en aguas de Brasil y Argentina.
Durante 2014 el buque se vio sometido a importantes reparaciones en el Dique de Carena N.º 2 del Arsenal Naval Puerto Belgrano, las cuales le permitieron mantener el nivel operativo.
En 2017 formó parte de la misión de búsqueda del submarino ARA San Juan.

### Década de 2020
A fines de 2022 comenzó un proceso de mantenimiento general en el arsenal naval de Puerto Belgrano y Tandanor concluido en 2024 y a mediados de ese año comenzó las pruebas operativas en el mar.
En septiembre de 2024 participó del ejercicio conjunto "Aonikenk" llevado a cabo en Baterías y Puerto Belgrano junto con unidades de la Marina y de las otras Fuerzas Armadas.
Luego de algunos años volvió a participar de la Campaña Antártica de Verano (CAV). Así, el 16 de enero de 2025 zarpó del apostadero naval de la ciudad de Buenos Aires para participar de la tercera etapa de la CAV 2024-2025 y abastecer las bases antárticas.

## Otros datos del buque
- Altura de puente: 15,68 m
- Altura de palo: 29,4 m
- Pórtico de proa: 25,76 m
- Principales Sistemas de Reabastecimiento: cuatro estaciones (dos por bandas) de combustible de 600 m³/h con equipos SYTAR de tensión automática y sistema PROBE de conexión; dos estaciones de reabastecimiento de combustible en flecha; una estación de traspaso de carga pesada de 1,7 t con sistema de tensión automática; dos estaciones de reabastecimiento de cargas livianas hasta 300 kg.
- Capacidad de carga: 9.600 t de combustible (Fuel Oil, Gas Oil, JP-4 y JP-5); 140 m³ de agua potable, 150 toneladas de víveres distribuidos entre cuatro cámaras frigoríficas y cuatro depósitos a temperatura ambiente; 150 toneladas de municiones y 50 t de repuestos y consumibles.

### Sensores
- Principales Sistemas Electrónicos: radar de navegación Racal Decca II RM 1229, en Banda I/X de 25 kW potencia máxima. Sistema IFF ELR-3. Equipo de Control de Silencio Electrónico CER 8. Sistema UHF TRBM-8 y TRBM-11 de 25 W. Sistema VHF TRBM-14 Guerre, TRSP-6 y TRBP-16- Sistema AM Collins 618M-2D. Sistema de navegación MF/HF radiogoniométrico Plath. Sistema EGA: baliza EPIRB SERPE Kannad de 406 MHz, COSPAS SARSAT y SOLAS-SMS SM. Sistema Data Link Link-ARA y Link Gaucho. Sistema MINIACCO (Proyecto SIAG A-69)